# Mecistocephalus multispinatus
Mecistocephalus multispinatus är en mångfotingart som först beskrevs av Filippo Silvestri 1919.  Mecistocephalus multispinatus ingår i släktet Mecistocephalus och familjen storhuvudjordkrypare.
Artens utbredningsområde är Nepal. Inga underarter finns listade i Catalogue of Life.